# Chodidla
»Chodidla« je skladba ter prvi singl češke skupine Banjo Band. Izdan je bil leta 1971 pri založbi Supraphon.

Čeprav je singl delo celotne skupine je bil prvotno kot izvajalec naslovljen Jan Antonín Pacák, pevec obeh pesmi, Banjo Band Ivana Mládka pa kot spremljalna skupina.
| A stran | A stran                 | A stran                   | A stran     | A stran |
| Št.     | Naslov                  | Besedilo                  | Glasba      | Dolžina |
| ------- | ----------------------- | ------------------------- | ----------- | ------- |
| 1.      | „Chodidla‟ (Happy Feet) | Jiří Voskovec, Jan Werich | Milton Ager | 3:08    |

| B stran | B stran         | B stran     | B stran     | B stran |
| Št.     | Naslov          | Besedilo    | Glasba      | Dolžina |
| ------- | --------------- | ----------- | ----------- | ------- |
| 1.      | „Upírova píseň‟ | Ivan Mládek | Ivan Mládek | 3:00    |

## Zasedba
- Ivan Mládek – banjo
- Jiri Přibyl – banjo
- Jiří Augusta – banjo
- Pavel Skála – klavir
- Jiří Cech – kitara
- Václav Dědina – tuba
- Jan Pacák – perilnik, vokal